# SAMPA
A SAMPA (Speech Assessment Methods Phonetic Alphabet) projekt célja az, hogy az IPA nemzetközi fonetikus ábécé leírását lehetővé tegye latin betűkkel, és így annak használatát megkönnyítse (főként számítógépes környezetben).
A SAMPA hátránya az, hogy jelölésrendszere nyelvenként eltérő, és így nem alkalmas egy általános formában használandó IPA helyettesítőnek. Ezen hátrányát kiküszöbölendő készült el továbbfejlesztése, az X-SAMPA.